# Östergötlands runinskrifter 185
Ög 185 är ett nu försvunnet vikingatida runstensfragment i Sjögestad, från kyrkogårdsmuren vid Sjögestads kyrka i Sjögestads socken och Linköpings kommun. Rent ornamental. 
Runsten av grå granit, 1,25 m lång och 0,6 m bred.
Stenen har troligen felaktigt antagits vara identisk med Ög ATA4905/48, riksantikvarieämbetets skylt uppger liksom FMIS att den har signum Ög 185.

## Inskriften
Ristningen utgörs av ett par konstfullt sammanflätade slingändar utan runor. 